# Municipio de Sahuaripa
El municipio de Sahuaripa es uno de los 72 municipios en que se encuentra dividido el estado mexicano de Sonora. Se encuentra ubicado al este de la entidad y su cabecera es el pueblo de Sahuaripa.

## Geografía
El municipio tiene una extensión territoriaal de 5 010.383 kilómetros cuadrados que representan un 2.82% de la extensión total del estado de Sonora. Se encuentra localizado en la zona este del estado, en la vertiente occidental de la Sierra Madre Occidental y en la frontera con el estado de Chihuahua. Sus coordenadas geográficas extremas son 28°29′ - 29°33′ de latitud norte y 108°33′ - 109°30′ de longitud oeste y su altitud se encuentra entre un máximo de 2 400 y un mínimo de 200 metros sobre el nivel del mar.
El municipio tiene límites al norte con el municipio de Nácori Chico, el municipio de Bacadéhuachi y el municipio de Divisaderos y al noroeste con el municipio de Tepache; al este limita con el municipio de San Pedro de la Cueva y el municipio de Bacanora, así como con el municipio de Arivechi, que forma casi un enclave en su interior; finalmente, al sur limita con el municipio de Yécora. Al este limita con el estado de Chihuahua, específicamente con el municipio de Madera y el municipio de Temósachic.

## Demografía
De acuerdo a los resultados del Censo de Población y Vivienda realizado en 2010 por el Instituto Nacional de Estadística y Geografía, la población total del municipio de Sahuaripa asciende a 6 020 personas.

### Localidades
En el municipio se encuentran un total de 528 localidades, las principales y su población en 2010 son las siguientes:
| Localidad             | Población |
| Total Municipio       | 6 020     |
| Sahuaripa             | 4 041     |
| Valle de Tacupeto     | 282       |
| Guisamopa             | 227       |
| Mulatos               | 215       |
| Sehuadéhuachi         | 199       |
| La Mesita del Cuajari | 126       |

## Política
El gobierno del municipio de Sahuaripa se encuentra a cargo de su ayuntamiento. Éste se encuentra integrado por el presidente Municipal, un síndico y el cabildo conformado por un total de cinco regidores, siendo electos tres por el principio de mayoría relativa y dos por el principio de representación proporcional. Todos los integrantes del ayuntamiento son electos mediante voto universal, directo y secreto por un periodo de tres años renovable para otro término inmediato. 

### Representación legislativa
Para la elección de diputados locales al Congreso de Sonora y de diputados federales a la Cámara de Diputados federal, el municipio de Sahuaripa se encuentra integrado en los siguientes distritos electorales:
Local:
- Distrito electoral local 18 de Sonora con cabecera en Santa Ana.[5]

Federal:
- Distrito electoral federal 4 de Sonora con cabecera en Guaymas.[6]

### Cronología de presidentes municipales
| Periodo   | Presidente Municipal                 | Partido Político                                                                                  |
| --------- | ------------------------------------ | ------------------------------------------------------------------------------------------------- |
| 1915-1917 | Ramón Bringas Aguayo                 | -                                                                                                 |
| 1917-1919 | Marcolfo Torres                      | -                                                                                                 |
| 1919-1921 | Miguel Encinas                       | -                                                                                                 |
| 1921-1923 | Eduardo Romero                       | -                                                                                                 |
| 1923-1925 | Francisco Trujillo Gardner           | -                                                                                                 |
| 1925-1927 | Arturo Aguayo                        | -                                                                                                 |
| 1927-1929 | Federico Valenzuela                  | -                                                                                                 |
| 1929-1931 | Pedro Macen                          | -                                                                                                 |
| 1931-1934 | Ignacio Barba                        | -                                                                                                 |
| 1934-1936 | Alejandro Hurtado Coronado           | -                                                                                                 |
| 1936-1939 | Abelardo Jiménez                     | -                                                                                                 |
| 1939-1941 | Alberto Robles                       | -                                                                                                 |
| 1941-1943 | Juventino Silva Coronado             | -                                                                                                 |
| 1943-1946 | Alfonso Esteves Amado                | -                                                                                                 |
| 1946-1949 | Ernesto Coronado Hurtado             | -                                                                                                 |
| 1949-1952 | Fernando Hurtado Trujillo            | -                                                                                                 |
| 1952-1955 | José Ángel Calderón Martínez         | -                                                                                                 |
| 1955-1958 | Roberto Aguayo García                | -                                                                                                 |
| 1958-1961 | Benjamin Hurtado Trujillo            | -                                                                                                 |
| 1961-1964 | Roberto Galván Rascón                | -                                                                                                 |
| 1964-1967 | Roberto García García                | -                                                                                                 |
| 1967-1970 | Elizar Torres Molina                 | -                                                                                                 |
| 1970-1972 | Oscar Martínez Romero                | -                                                                                                 |
| 1972-1973 | José Biebrich Torres                 | -                                                                                                 |
| 1973-1976 | Luis Aguayo López                    | -                                                                                                 |
| 1976-1979 | Germán Pablos Giron                  | -                                                                                                 |
| 1979-1982 | Rubén Nuñez Rodríguez                | -                                                                                                 |
| 1982-1985 | Federico Cordova Reyes               | -                                                                                                 |
| 1985-1988 | Víctor Villalobos Valenzuela         | Partido Revolucionario Institucional                                                              |
| 1988-1991 | Refugio Hurtado Acuña                | -                                                                                                 |
| 1991-1994 | Miguel Porchas Cornejo               | Partido Revolucionario Institucional                                                              |
| 1994-1997 | Aristeo Francisco Cordova Coronado   | Partido Revolucionario Institucional                                                              |
| 1997-2000 | Manuel Gpe. Valenzuela Ruiz          | Partido Acción Nacional                                                                           |
| 2000-2003 | Hermes Martin Biebrich Guevara       | Partido Revolucionario Institucional                                                              |
| 2003-2004 | Manuel Gpe. Valenzuela Ruiz          | Partido Acción Nacional                                                                           |
| 2004-2006 | Ramón Ángel Valdez Mendoza           | Partido Acción Nacional                                                                           |
| 2006-2009 | Manuel de Jesús Villalobos Navarro   | Partido Revolucionario Institucional Nueva Alianza                                                |
| 2009-2012 | Ramón Ángel Valdez Mendoza           | Partido Acción Nacional                                                                           |
| 2012-2015 | Guillermo Coronado Mendoza           | Partido Acción Nacional Nueva Alianza                                                             |
| 2015-2018 | Plutarco Gpe. Trejo Vásquez          | Partido Revolucionario Institucional Partido Verde Nueva Alianza                                  |
| 2018-2021 | Delia Berenice Porchas García        | Partido Revolucionario Institucional Partido Verde Nueva Alianza                                  |
| 2021-2024 | Luis Carlos Galindo Duarte           | Partido Acción Nacional Partido Revolucionario Institucional Partido de la Revolución Democrática |
| 2024      | Margarita Figueroa Romero (interina) | Partido Acción Nacional                                                                           |
| 2024-2027 | Luis Carlos Galindo Duarte           | Partido Acción Nacional Partido Revolucionario Institucional Partido de la Revolución Democrática |